# Social bookmarking
Il social bookmarking è un servizio basato sul web, dove vengono resi disponibili elenchi di segnalibri (bookmark) creati dagli utenti.
Questi elenchi sono liberamente consultabili e condivisibili con gli altri utenti appartenenti alla stessa comunità virtuale. 

## Introduzione
I siti di social bookmarking organizzano il loro contenuto tramite l'uso di tag (etichette, categorie). La popolarità di questi siti è in costante crescita, in quanto sono uno strumento facile e intuitivo per individuare, classificare, ordinare e condividere le risorse Internet attraverso la pratica dell'etichettatura e categorizzazione (tagging). Ulteriori risultati possono essere ottenuti raggruppando insieme più tag.

## Storia
Il concetto di "condivisione in rete dei bookmark" è databile verso la metà del 1999, ma le prime proposte in questo senso furono di breve durata, travolte dalla crisi che investì il comparto dell'alta tecnologia dopo il 2001. Il social bookmarking diviene una pratica diffusa solo nel settembre del 2003 con la nascita del sito del.icio.us, che funge da apripista e si qualifica ancora oggi come punto di riferimento. Il 2005 vede l'ingresso nel settore del popolare motore di ricerca Yahoo! che lancia My Web 1.0, un servizio di social bookmarking giunto nel 2006 alla versione 2.0: seppure ancora in fase di beta testing, il programma è stabile ed ha attratto oltre un milione di utenti. Nel frattempo, nel dicembre 2005 Yahoo! incorpora del.icio.us, conquistando una posizione di grande rilevanza nell'ormai affollato settore del social bookmarking.

## Visione d'insieme
In un sistema di social bookmarking gli utenti registrano un catalogo di risorse Internet ritenute, a vario titolo, utili e stimolanti. Sovente questi elenchi sono pubblicamente accessibili e altre persone con analoghi interessi possono visionarli, casualmente o suddivisi per categorie. Alcuni sistemi di social bookmarking salvaguardano la privacy, consentendo la registrazione di segnalibri in forma anonima, ovvero non associati ad un nominativo.
La categorizzazione delle risorse avviene per mezzo di "parole chiave" (tag) liberamente e informalmente scelte dall'utente (vedi Folksonomia). La maggioranza dei servizi di social bookmarking permette agli utenti la ricerca di segnalibri associati a determinate etichette (tag), oltre all'ordinamento delle singole risorse Internet in base al numero delle segnalazioni. Molti siti hanno altresì implementato algoritmi per ottenere risultati da ricerche condotte su gruppi di parole chiave.

## Aspetti positivi
Questo sistema gode di numerosi vantaggi rispetto ai tradizionali software per la localizzazione e la classificazione automatizzata di risorse Internet quali, ad esempio, i motori di ricerca. Nei sistemi di social bookmarking la classificazione di risorse si basa su etichette (tag) create da esseri umani, che "comprendono" il contenuto del sito catalogato, all'opposto di quanto avviene con un software che "cerca di comprendere" il significato di una risorsa per mezzo di un algoritmo. Il social bookmarking introduce il concetto di etichette (tag) classificate "semanticamente", una possibilità ancora assente negli attuali motori di ricerca.
Inoltre, poiché la gente cataloga risorse che ritiene utili, i siti web di maggior interesse e valore sono segnalati da un alto numero di utenti. Di conseguenza, un simile sistema "collocherà" una risorsa in base alla sua utilità "percepita". Questo risultato è di maggior interesse per l'utente finale rispetto a quello ottenibile con altri sistemi che "collocano" una risorsa in base al numero di collegamenti esterni che puntano su di essa.

## Esempio d'uso
Immaginiamo due risorse Internet: la prima ha molti collegamenti che conducono ad essa, ma presenta uno scarso interesse; la seconda ha relativamente pochi collegamenti, ma possiede maggiori attrattive per l'utente finale. I motori di ricerca tradizionali come Google tendono a privilegiare la prima risorsa collocandola nei primi risultati, mentre un sistema di social bookmarking, basato su un metodo d'ordinamento che considera prioritario il grado d'usabilità, privilegia la seconda risorsa.

## Notifica automatica
La classificazione e l'ordinamento delle risorse Internet è un processo in continua evoluzione, così molti sistemi di social bookmarking offrono la sottoscrizione a feed RSS basati sulle categorie. In questo modo, l'utente abbonato al servizio riceve una notifica automatica non appena nuovi segnalibri appartenenti alla propria area d'interesse vengono aggiunti da altri utenti.

## Inconvenienti
Esistono alcuni inconvenienti legati ai sistemi basati sull'attribuzione di etichette (tag): mancanza di una serie codificata di parole chiave, assenza di uno standard per la struttura delle etichette (ad es. singolare contro plurale, uso delle lettere maiuscole, ecc.), scorrette catalogazioni dovute a errori di ortografia, etichette che possono avere più di un significato, schemi di categorizzazione altamente "personalizzati" da parte di alcuni utenti. Infine, non esiste la possibilità per l'utente di evidenziare le relazioni gerarchiche tra le etichette (ad es. un sito potrebbe essere catalogato sia "formaggio" che "parmigiano", senza un meccanismo indicante che quest'ultimo è un "perfezionamento" o una "sottocategoria" di "formaggio").

## Esempi di Socialbookmarking
I socialbookmarking sono nati negli USA, e lì vi è la maggiore concentrazione. Alcuni nomi: Digg e Reddit, in Italia i più popolari sono Diggita e Feddit. Si calcola che nel mondo vi siano oltre 2000 socialbookmarking.